# Die Judenfrage
Вижте пояснителната страница за други значения на Еврейски въпрос.
„Die Judenfrage“ е книга на германския историк и богослов Бруно Бауер, издадена през 1843 година.
В нея той застъпва тезата, че политическата еманципация на евреите е възможна само в светска държава, която е несъвместима с религията. Книгата на Бауер предизвиква реакцията на Карл Маркс, който със статията си „За еврейския въпрос“ критикува книгата на Бауер, както и друга негова публикация – „Die Fähigkeit der heutigen Juden und Christen, frei zu werden“.